# Ramón Esteruelas Rolando
Ramón Esteruelas Rolando (Biota, 14 de agosto de 1907 - Zaragoza, 17 de julio de 1994) fue un ingeniero agrónomo español, famoso por su papel clave en la investigación agraria española así como en la política agraria española en el siglo XX.

## Biografía

### Formación e investigación agraria
Natural de Biota, en la provincia de Zaragoza, estudió ingeniería agrónoma en Madrid, donde llegó a doctorarse y ser parte de los primeros congresos de la disciplina en España. Durante la guerra civil española, fue parte del bando sublevado siendo asignado como capitán de complemento al departamento de obras del arma de aviación. Pasó la guerra en Zaragoza en la retaguardia, siendo autor de proyectos técnicos y director de obras durante la construcción del aeropuerto militar de Zaragoza.
En la posguerra fue el primer responsable técnico de Semillas Ebro, filial del Grupo Ebro creada en 1940. Cuando se creó la Institución Fernando el Católico en 1943 fue su primer responsable de la sección de genética, dentro del área de economía agraria. Sin embargo dejó el cargo apenas un año después, pues gracias a sus negociaciones con el influyente político y empresario José Sinués y Urbiola y con el presidente del CSIC, José María Albareda, logró la creación de la Estación experimental Aula Dei. Esta, ubicada en terrenos de Ibercaja cedidos por Sinués, a la sazón presidente de la caja de ahorros, y puesta bajo el patronato del CSIC de Albareda, fue creada con el objetivo de impulsar el desarrollo agrario de Aragón bajo la dirección de Esteruelas.
Esteruelas ejerció como el primer director de la estación experimental entre 1944 y 1955. Durante su periodo se construyó el complejo, obra de Teodoro Ríos Balaguer, se desarrolló un significativo programa de transferencia de tecnología que fue clave en el impulso del regadío en el valle del Ebro así como un programa científico basado en la introducción de la citología en España. Fue clave la contratación de Sánchez-Monge y, por sugerencia de este e intercesión de Esteruelas, del científico indonesio Joe Hin Tjio, que introdujeron nuevas técnicas para análisis citológicos, llevando al desarrollo de cultivares de cereal de trigo, cebada, avena y centeno. Entre estas destaca la variante Albacete, que se convirtió en la versión de cebada más cultivada en España, suponiendo más de 50.000 millones de pesetas de beneficio para la agricultura española. Otra variedad obtenida en la estación experimental, el trigo Aragón 03, gozó igualmente de gran popularidad en España durante el periodo. La mejora del cultivo de remolacha para la industrial del azúcar, entonces una de las grandes industrias alimentarias en España, fue otro foco inicial del centro lográndose en el centro las primeras variedades poliploides. En 1952 Esteruelas y Sánchez-Monge publicaron conjuntamente el libro Genética general y agrícola.

### Cooperación académica y estancias en el extranjero
Esteruelas fue también miembro de la Real Academia de Ciencias de Zaragoza desde 1945, de la que llegó a ser responsable de publicaciones y uno de sus académicos más activos. Participó desde la década de los cincuenta en diversos organismos agrarios internacionales, incluyendo el  Instituto Internacional de Investigaciones Remolacheras. En 1955 fue elegido miembro de la Académie d'Agriculture francesa.
En 1955 dejó la dirección de la estación experimental para realizar varias estancias en el extranjero, así como para actuar de representante de España en varios organismos agrarios. Ocupó así varios cargos en Francia y Dinamarca, representó a España en los comités agrarios de la OCDE, la FAO y la comunidad económica europea y desde 1960 presidió el Instituto Internacional de Investigaciones Remolacheras. Su presidencia se vio marcada por la reforma y mecanización del cultivo de la remolacha a comienzos de la década de los sesenta. Fue en el periodo también consejero de Prodes, otra de las empresas dedicadas a la mejora de semillas de remolacha.

### Política agraria
En 1965 fue nombrado director general de Agricultura del gobierno español y por tanto máximo responsable de la política agraria y presidente de la comisión que elaboró la planificación agraria del II Plan de Desarrollo. El sector agrario, que en el periodo representaba el 35% del empleo en España y el 18% del PIB, se veía afectado por una serie de informes del BIRF y la FAO que recomendaban profundas reformas dentro del giro general de la política autárquica de años previos a la reforma desarrollista de los años sesenta. Así, el plan abordaba la reducción del cultivo de trigo, del que España no era vista como un productor internacionalmente competitivo y que se veía sobredimensionado por motivos autárquicos, en favor de otros cereales como el maíz o la cebada. En paralelo se planeó la reforma del Servicio Nacional del Trigo y de la Red Nacional de Silos y Graneros, con el desarrollo de nuevas infraestructuras públicas acompañadas por la liberalización y privatización de las consideradas como no críticas. Durante el periodo fue también nombrado consejero de diferentes instituciones dependientes del Ministerio de Agricultura, como el Fondo de Ordenación y Regulación de Producciones y Precios Agrarios que desde 1968 reguló la política agraria española antes de su incorporación a la política comunitaria o el Banco de Crédito Agrícola.
El plan también fue acompañado de un énfasis en una política investigadora pública en agricultura bajo el paraguas del Instituto Nacional de Investigación y Tecnología Agraria y Alimentaria. Esteruelas fue consejero del CSIC y parte del patronato de numerosas instituciones suyas como la Misión Biológica de Galicia o el Patronato Alonso de Herrera. Junto a su antigua estación experimental en la Cartuja del Aula Dei, Esteruelas promovió el Centro de Desarrollo Agrario del Ebro, que integró la Estación de Cultivo de los Grandes Regadíos heredera de la antigua Granja Agrícola de Zaragoza, el Centro de Expansión Hortofrutícola de la Cuenca del Ebro que habían desarrollado sus sucesores en la Cartuja y una nueva sección de zootecnia bajo Isaías Zarazaga.
Esteruelas fue asimismo parte del consejo inicial de AIMCRA, asociación empresarial creada en 1966 por la fusión de Semillas del Ebro, su rival SSR y actores menores como Prodes para coordinar las investigaciones en la industria remolachera. Se trató de un esquema con gran protagonismo personal de Esteruelas, que actuaba como el nexo entre la administración, los centros de investigación (notablemente su antigua estación experimental en la Cartuja) y la industria. Debido al peso de las investigaciones previas de la estación experimental de la Cartuja del Aula Dei, esta sirvió como la sede original de la institución. Fue notable la exposición de las nuevas técnicas de cultivo mecanizado que la asociación realizó en 1967 en Alfamén y que sirvió de revulsivo para el sector en España. Esteruelas participó igualmente en los consejos de los servicios nacionales que regulaban las industrias del tabaco y el algodón.
Esteruelas también continuó con sus actividades diplomáticas, tratando de impulsar la colaboración con las instituciones agrarias de otros países europeos. Destacó su promoción en la década de los sesenta del Centro Internacional de Altos Estudios Agronómicos Mediterráneos, logrando en 1969 que una de sus cuatro sedes estuviera en Zaragoza. Las otras tres se ubicaron en Bari (Italia), Montpellier (Francia) y La Canea (Grecia) en una de las primeras colaboraciones agrícolas entre países mediterráneos previas a la entrada de España y Grecia en la comunidad europea. Esteruelas recibió en reconocimiento a su papel distinciones honorarias de las universidades de Bari y Montpellier.
El último de sus focos de trabajo en el periodo fue la promoción de grandes laboratorios de ámbito regional que permitieran realizar los controles sanitarios a bajo coste. El programa, aún sin ejecutar cuando dejó la dirección general de agricultura en 1969, supuso un primer laboratorio en Zaragoza junto a los anteriores centros agrarios que había promovido Esteruelas, en buena parte por las peticiones de este a su sucesor, Rafael García Faure.

### Últimos años
Llegó a ser vicepresidente de la Caja de Ahorros de Zaragoza, Aragón y La Rioja (posteriormente renombrada como Ibercaja) y fue el promotor de la empresa Actividades Agrícolas Aragonesas (Agrar). Esta empresa se dedicó desde 1969 a la importación de las nuevas variedades de trigo desarrolladas en México y que eran una de las bases de la revolución verde. La empresa sin embargo se ganó críticas por su intento de monopolizar la distribución de las semillas en España, así como por un escándalo financiero que llevó a su clausura por Ibercaja en 1985.
Durante sus últimos años recibió múltiples reconocimientos científicos y culturales. Recibió la cruz del mérito agrícola de Bélgica y fue ganador del Premio Aragón de 1993, entre otras distinciones. Falleció en 1994, donando su familia su biblioteca a la estación experimental que había fundado en la Cartuja del Aula Dei.